# Natasha Borovsky
Natasha Borovsky (en ruso, Наталья Александровна Боровская) (París, 5 de agosto de 1924 – 31 de mayo de 2012) fue una poeta y novelista estadounidense de origen ruso. Es autora de dos célebres obras de ficción histórica que abarcan la primera mitad del siglo XX. Borovsky escribió sobre el efecto devastador de la guerra en las familias y el declive de la aristocracia europea. Su primera novela A Daughter of the Nobility fue traducida a diez idiomas. Su segundo trabajo Lost Heritage, es la secuela con nuevos personajes, completando un drama que empieza en la Revolución Rusa y acaba en la Conferencia de Yalta.

## Biografía
Borovsky nació en París y era hija del renombrado pianista ruso, Alexander Borovsky y de su esposa, Maria Sila-Nowicki, una noble polaca de ascendencia rusa. Pasó largas temporadas con la familia de la madre cerca de Kazimierz Dolny, al sur de Varsovia. Fue al colegio en Alemania, Suiza y Francia. Forzada a dejar París por la Segunda Guerra Mundial, emigró con su madre a los Estados Unidos donde estuvo dos años en el Sarah Lawrence College. Sus extraordinarias capacidades para los idiomas le consiguió un trabajo traduciendo transmisiones de guerra de todo el mundo para CBS News. Trabajó en la Oficina de Información de Guerra de Estados Unidos de Nueva York, y en el Instituto Hoover, la biblioteca de la Universidad de Berkeley.
Borovsky se casó con Stuart Dodds, un editor del San Francisco Chronicle. Vivieron juntos en Berkeley (California).

## Premios
- 1986 American Book Award por A Daughter of the Nobility.

## Obra
Poesía
- Under the rainbow: and related poems
- Drops of glass: poems, in major and minor, new forms and old Tabula Rasa Press, 1981
- Desert Spring: Poems, with sketches by Malou Knappp (1993). Berkeley, CA: Sila Nova Press. pp. 59. OCLC 29819741
- Grasp the Subtle Lifeline with drawings by her daughter Malou.

Novelas
- A Daughter of the Nobility, Rinehart and Winston (1985)
- Lost Heritage, Sila-Nova Press (1995)